# 1425

## Събития
- Създаване на световноизвестната марка Faber-Castell в Турция

## Починали
- Василий I, велик княз на Московското княжество
- 21 юли – Мануил II Палеолог, византийски император